# Coupe du Liechtenstein de football 2007-2008
Navigation
Édition précédente Édition suivante
La coupe du Liechtenstein 2007-2008 de football est la 63e édition de la Coupe nationale de football, la seule compétition nationale du pays en l'absence de championnat.
Elle se dispute du 11 août 2007 au 1er mai 2008 avec la finale disputée au Rheinpark Stadion de Vaduz entre le FC Vaduz, tenant du titre depuis 1998, et le FC Balzers.
Les 7 équipes premières du pays entrent au fur et à mesure des tours tout comme les équipes réserves (et même équipes C de certains clubs). Au total, 16 formations prennent part à la compétition.
Le FC Vaduz conserve le trophée en battant très facilement le FC Balzers en finale (4-0). Il s'agit du 37e titre de l'histoire du club dans la compétition. Grâce à ce succès, le club assure sa participation à la prochaine édition de la Coupe UEFA.

## Premier tour
| Équipe 1          | Résultat | Équipe 2       |
| ----------------- | -------- | -------------- |
| FC Vaduz III      | 1 - 5    | FC Triesen     |
| FC Triesenberg II | 0 - 6    | FC Schaan II   |
| FC Ruggell II     | 0 - 1    | FC Balzers III |
| FC Triesen II     | 0 - 2    | FC Vaduz II    |

## Deuxième tour
- Entrée en lice du FC Balzers, FC Balzers II, du FC Schaan et du FC Triesenberg.

| Équipe 1       | Résultat | Équipe 2       |
| -------------- | -------- | -------------- |
| FC Balzers II  | 2 - 1    | FC Triesenberg |
| FC Vaduz II    | 0 - 10   | FC Balzers     |
| FC Balzers III | 0 - 6    | FC Schaan II   |
| FC Triesen     | 0 - 4    | FC Schaan      |

## Quarts de finale
- Entrée en lice du FC Vaduz, de l'USV Eschen/Mauren, du FC Ruggell et de l'USV Eschen/Mauren II, demi-finalistes de la dernière édition et exempts.

| Équipe 1             | Résultat | Équipe 2          |
| -------------------- | -------- | ----------------- |
| USV Eschen/Mauren II | 0 - 8    | FC Balzers        |
| FC Schaan            | 1 - 4    | USV Eschen/Mauren |
| FC Ruggell           | 1 - 0    | FC Balzers II     |
| FC Schaan II         | 0 - 5    | FC Vaduz          |

## Demi-finales
| Équipe 1          | Résultat | Équipe 2   |
| ----------------- | -------- | ---------- |
| FC Ruggell        | 0 - 9    | FC Vaduz   |
| USV Eschen/Mauren | 1 - 3    | FC Balzers |

## Finale
| 21 mai 2008 | FC Vaduz                                         | 4 - 0 | FC Balzers | Rheinpark Stadion, Vaduz                    |                                             |
|             | Grossklaus 27e · Gaspar 37e, 59e · Alexandre 81e |       |            | Spectateurs : 1 200 Arbitrage : Johann Reto | Spectateurs : 1 200 Arbitrage : Johann Reto |

- Le FC Vaduz se qualifie pour la Coupe UEFA 2008-2009.